# 视差贴图
视差贴图（Parallax Mapping）是视频游戏这样的三维渲染应用中使用的一种改进的凹凸贴图或者法线贴图技术。对于最终用户来说，这就意味着可以在不太影响游戏速度的情况下，如木质地板这样的纹理可以有更加明显的图像深度与真实感。 
通过改变纹理坐标实现纹理根据一个高度表进行排列，从而就可以实现视差贴图。下一代的三维应用程序就可以使用视差贴图作为新开发的图形算法。
视差贴图也是模仿位移贴图的一种方法，根据纹理中保存的数值表面点的实际几何位置沿着表面法线发生偏移。在视差贴图中，与法线贴图和凹凸贴图一样，物体的轮廓都不受影响。